# Mikaela Foecke
Mikaela Foecke (West Point, 22 febbraio 1997) è una pallavolista statunitense.
Gioca nel ruolo di schiacciatrice.

## Biografia
Figlia di Brian e Kathleen Foecke, nasce a West Point, in Iowa. Dopo il diploma nel 2015 alla Holy Trinity Catholic Schools, studia scienze degli animali alla Università del Nebraska - Lincoln.

## Carriera

### Club
La carriera di Mikaela Foecke inizia nei tornei giovanili statunitensi col Fusion. In seguito gioca anche a livello scolastico con la Holy Trinity Catholic, partecipando ai tornei dell'Iowa. Dopo il diploma entra a far parte della squadra di pallavolo femminile della Nebraska, partecipando alla NCAA Division I dal 2015 al 2018: raggiunge ogni anno le final-4 e conquista due titoli nazionali su tre finali disputate, venendo premiata come MVP di entrambe le vittorie e ricevendo diversi riconoscimenti individuali nel corso della sua carriera universitaria.
Nella stagione 2019-20 firma il suo primo contratto professionistico con il San Casciano, club impegnato nella Serie A1 italiana; nonostante il contratto in essere, nel luglio 2020 la giocatrice informa la società di non voler rientrare in Italia e proseguire il rapporto.

### Nazionale
Con la nazionale statunitense under 18 conquista la medaglia d'argento al campionato mondiale 2013, mentre con quella under 20 vince la medaglia d'oro al campionato nordamericano 2014.
Nel 2019 debutta in nazionale maggiore in occasione della Volleyball Nations League, vincendo la medaglia d'oro.

## Palmarès

### Club
- NCAA Division I: 2

2015, 2015

### Nazionale (competizioni minori)
- Campionato mondiale under 18 2013
- Campionato nordamericano under 20 2014

### Premi individuali
- 2015 - NCAA Division I: Omaha National MVP
- 2017 - All-America Second Team
- 2017 - NCAA Division I: Lexington Regional MVP
- 2017 - NCAA Division I: Kansas City National MVP
- 2018 - All-America First Team
- 2018 - NCAA Division I: Minneapolis Regional MVP
- 2018 - NCAA Division I: Minneapolis National MVP